# João Paulo (Florianópolis)

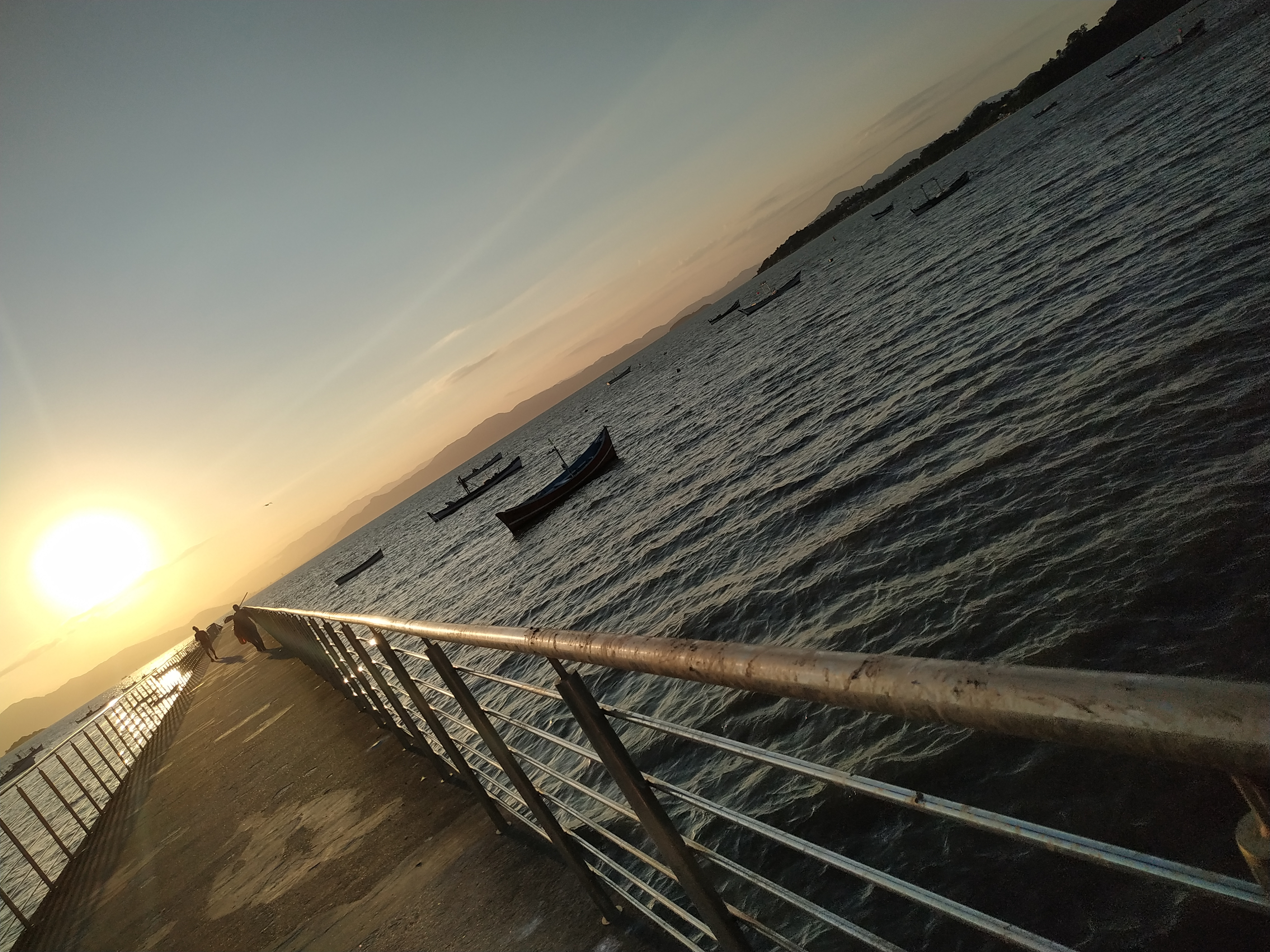
Trapiche do bairro João Paulo

João Paulo é um bairro de Florianópolis localizado na ilha de Santa Catarina, assim denominado pela Lei municipal Complementar Nº 001/1997 (Plano Diretor do Distrito Sede). Originalmente o bairro Saco Grande abrangia os atuais bairros João Paulo, Monte Verde e Saco Grande e pertencia ao Distrito de Santo Antônio de Lisboa. Com a publicação da Lei Municipal Nº 4.805/1995 passou a pertencer ao Distrito Sede da Capital. Depois que foi construída a SC-401, na década de 1970, a parte do bairro do Saco Grande que ficou a oeste da rodovia passou a ser chamado de Saco Grande I e a parte a leste de Saco Grande II. A principal rua do bairro é a Rodovia João Paulo (assim denominada pela Lei Municipal Nº 597/1963), antiga Rodovia Virgílio Várzea (Estrada que ligava o Itacorubi a Canasvieiras, denominada pela Lei Municipal Nº 470-A/1960). O nome do bairro é uma homenagem a João Amândio da Costa (1891-1955), conhecido como João Paulo, filho de Joaquim Paulo da Costa, que por sua vez era filho de João Paulo da Costa. O bairro, na costa oeste da ilha, possui uma área de 3,2 km², um relevo acidentado, situando-se a aproximadamente 9 km do centro da cidade.
João Amândio da Costa, o João Paulo, nasceu em 19 de junho de 1891, filho de Joaquim Paulo da Costa e de Felicidade Francisca da Conceição. Foram seus irmãos Firmino (1896) e Manoel Libânio da Costa (1898-1969), conhecido como Mané Paulo, que foi casado com Leontina Benta da Costa (1906-1984). João Amândio da Costa se casou em 27 de fevereiro de 1913, no distrito da Trindade, com Francisca Inês Pereira, nascida em 9 de março de 1893 e falecida em 1 de agosto de 1963, filha de Ignácio Pereira do Nascimento (1862-1916) e de Ignês Francisca Machado, todos naturais da localidade de Ponta do Goulart, atual João Paulo. Do casamento com Francisca, nasceram os filhos Jovelina (1916), Nair (1916), Abelardo Martinho Costa ((1918- 1983) que foi casado com Natália Gonçalves (1919-1951), Oscar João da Costa (1921-1978) casado com Ana Maria Gonçalves da Costa (1921-2014) e João Lino Costa (1924-2003) casado com Irene Machado Costa. Faleceu em 15 de fevereiro de 1955.
É um bairro tradicional do centro-norte de Florianópolis que teve suas origens principalmente na pesca de pequeno porte. A atividade pesqueira, no entanto, vem se reduzindo drasticamente. Conhecido por ser predominantemente residencial de baixa densidade, a partir da década de 2000, junto com a explosão de especulação imobiliária na cidade, o bairro viu-se tomado por muitas construções de altos prédios residenciais de luxo, orquestradas principalmente pelas construtoras Hantei e Cota. O asfaltamento do bairro, bem como a mudança de nome de Saco Grande I para João Paulo, deram-se nessa época também.
O bairro é também um dos maiores celeiros de bandas da ilha de Florianópolis[carece de fontes?]. Neste bairro surgiram as bandas Dazaranha, Tijuquera, Mangroove, Gente da Terra, Dhaoka, Maldasaria, Atajuva e John Paul. Além de ser o lugar onde vivem diversos músicos de outras bandas da cidade.
Atualmente o bairro possui uma mistura de moradores de baixa, média e alta renda. O bairro possui uma boa quantidade de estabelecimentos comerciais. É servido pelas linhas de ônibus 167 - João Paulo, 174 - Saco Grande (via João Paulo), 170 Caminho da Cruz (via João Paulo) e 1117 Executivo João Paulo (popularmente chamado de Amarelinho). Possui uma escola municipal (Escola Básica Municipal José do Valle Pereira), creche municipal (NEI Judite Fernandes de Lima),  um posto de saúde, Farmácia, Padaria, Mercadinhos, Peixaria, etc. O bairro possui o CONJOP (Conselho Comunitário do Bairro João Paulo) oferecendo um Salão de Festas e atividades pra comunidade como Karatê, etc.

## Saneamento
O bairro não possui coleta de esgoto. As residências, no geral, possuem fossas sépticas para dejetos fecais. Água das pias, banho e lavar roupas são despejados no mar através de canos subterrâneos instalados pela CASAN. Muitas residências não possuem fossas e os dejetos são jogados diretamente no mar, em desrespeito às regras da CASAN. É possível perceber um forte odor em diversos locais, proveniente de esgotos a céu aberto.

## Balneabilidade
Devido a falta de saneamento, a água é totalmente imprópria para o banho.